# Stefania Skwarczyńska

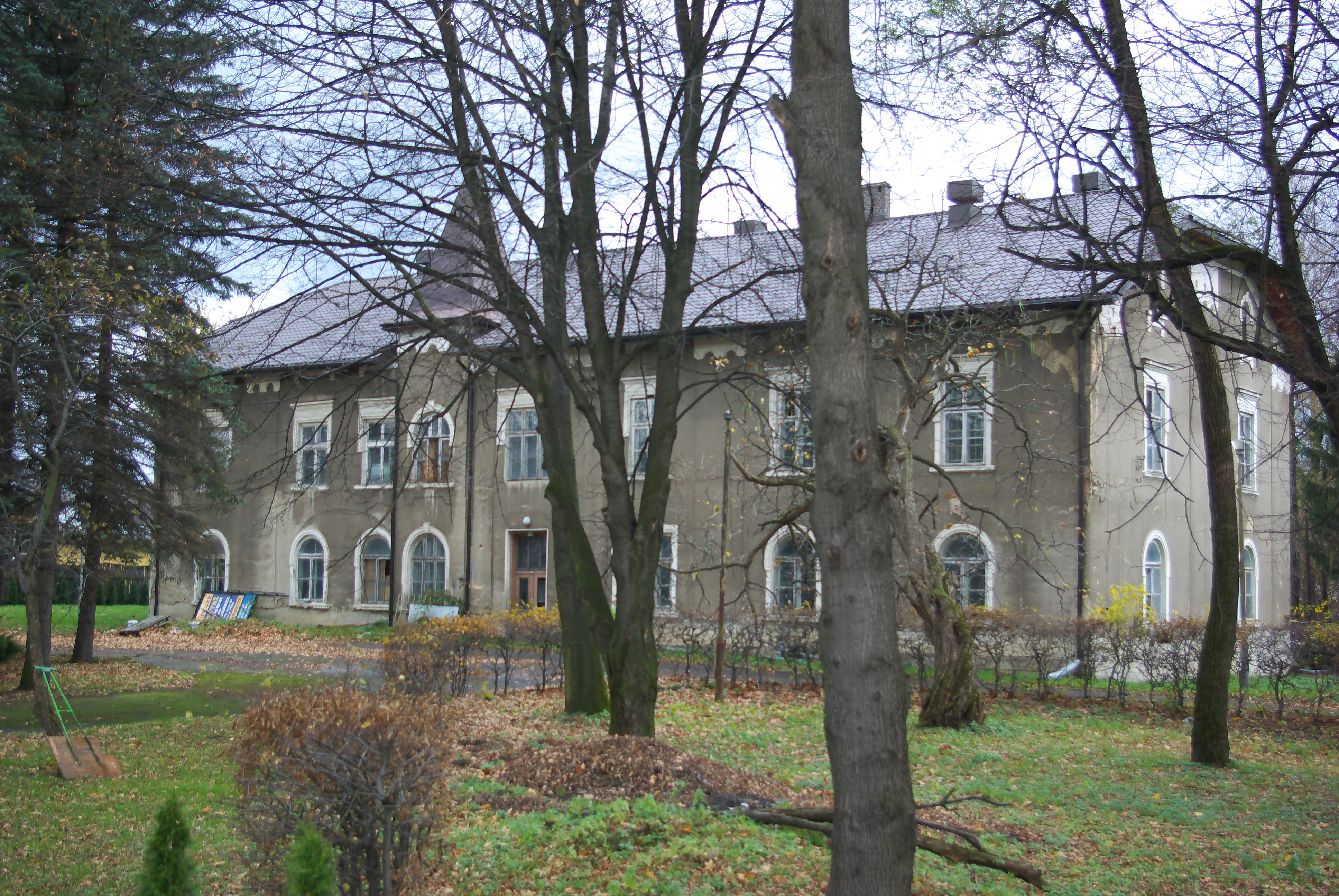
Dwór w Dąbrówce Polskiej

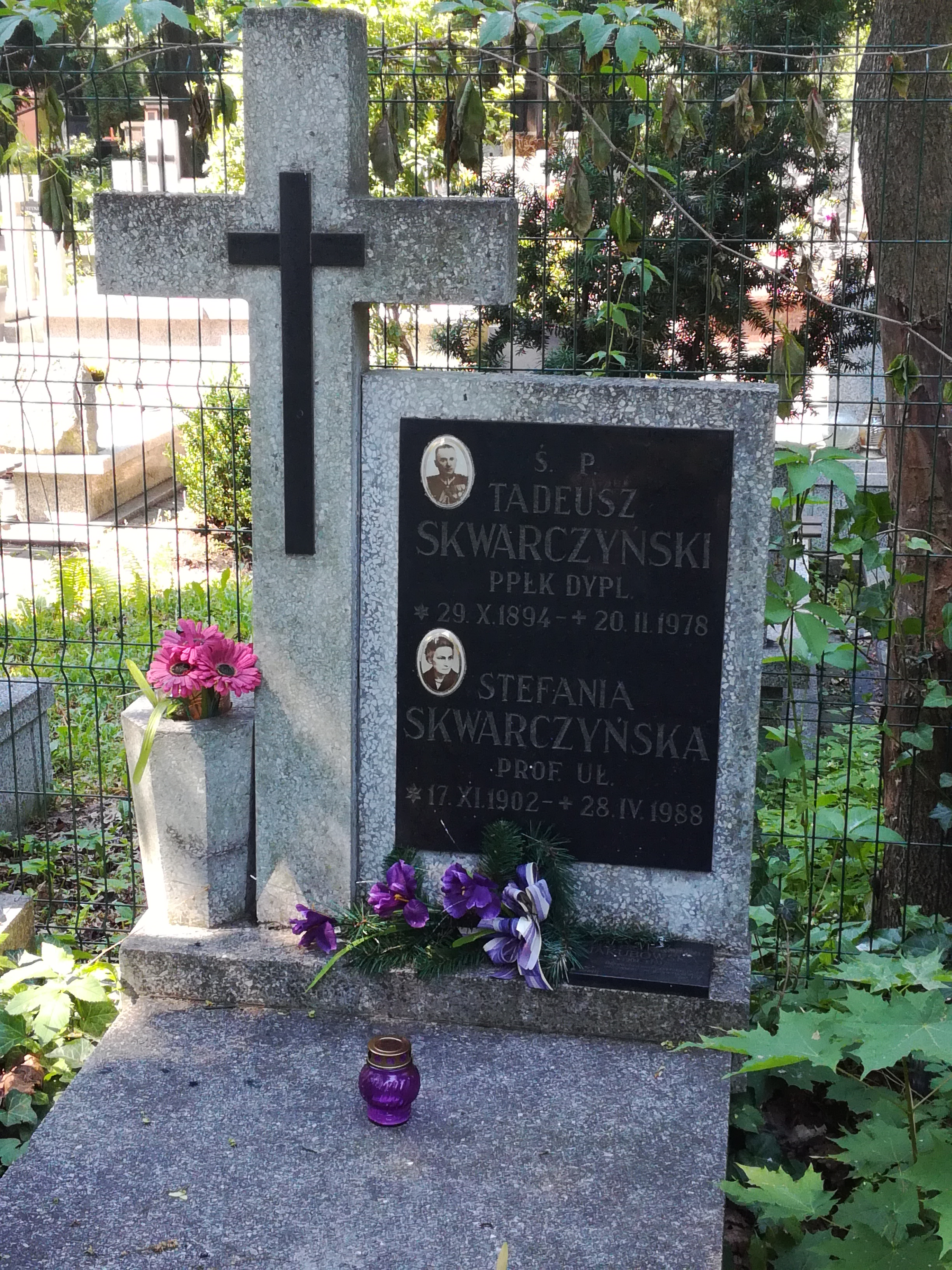
Nagrobek Stefanii i Tadeusza Skwarczyńskich na Starym Cmentarzu w Łodzi

Stefania Maria Salomea Skwarczyńska z domu Strzelbicka, ps. „Maria” i „Jarema” (ur. 17 listopada 1902 w Kamionce Strumiłowej, zm. 28 kwietnia 1988 w Łodzi) – polska teoretyczka i historyczka literatury, teatrolożka, obdarzona tytułem profesora zwyczajnego i doktora honoris causa Uniwersytetu Łódzkiego.

## Życiorys
Stefania Maria Salomea Skwarczyńska urodziła się 17 listopada 1902 w Kamionce Strumiłowej. Ze strony ojca pochodziła z rodu Strzelbickich herbu Sas, a ze strony matki wywodziła się z rodu Ścibor-Rylskich herbu Ostoja. Bratem jej prababki był Stefan Garczyński. Jej rodzicami byli Mieczysław Strzelbicki (1857–1922) i Maria Antonina Józefa z domu Ścibor-Rylska. Ojciec był urzędnikiem i pracował na stanowisku starosty. Rodzina zamieszkiwała w różnych miejscowościach w zależności od miejsca pracy urzędniczej ojca. Stefania Skwarczyńska urodziła się w Kamionce Strumiłowej, gdzie rodzina posiadała gospodarstwo, a w tym czasie ojciec był tamtejszym starostą. Miała siostrę Janinę (1904–1927, absolwentka studiów filozofii) oraz braci Stanisława (1906–1938, podporucznik 9 Pułku Strzelców Konnych, zginął podczas manewrów wojskowych w Ceranowie) i Mariana (1908–1940, inżynier, podporucznik rezerwy Wojska Polskiego, ofiara zbrodni katyńskiej). Matka zmarła w 1908 po urodzeniu czwartego dziecka, a po jej śmierci rodzeństwo wychowywała Maria Parczewska (1869–1939), siostra cioteczna Marii Ścibor-Rylskiej. Wówczas rodzina przeniosła się z Kamionki do Nowego Sącza. Po wybuchu I wojny światowej od 1914 do 1915 rodzeństwo zostało ewakuowane przez ojca na teren Austrii, wpierw do Bad Ischl, a wiosną 1915 do Gmunden. Później w trakcie wojny rodzina powróciła do Nowego Sącza, a po przejściu Mieczysława Strzelbickiego na emeryturę osiadła w Dąbrówce Polskiej pod Sanokiem; obecnie miejska dzielnica Dąbrówka (tam znajdował się majątek z dworem, który pierwotnie Maria Ścibor-Rylska odziedziczyła po swojej krewnej, Zygmuncie).
Stefania Skwarczyńska uczyła się w gimnazjach w Gmunden (1915, prowadzone przez Siostry Świętego Krzyża), Nowym Sączu (1915–1918, ukończyła tam klasy III, IV i V) oraz od 1918 w Gimnazjum Męskim w Sanoku (po przejściu ojca na emeryturę), gdzie 22 czerwca 1921 jako prywatystka (hospitantka) uzyskała egzamin dojrzałości z wynikiem celującym. Następnie, kierując się swoimi zainteresowaniami, w 1921 podjęła studia polonistyki i romanistyki na Uniwersytecie Jana Kazimierza we Lwowie. Jej praca roczna napisana w pierwszym semestrze studiów Ewolucja obrazów u Słowackiego na seminarium u prof. Juliusza Kleinera została uznana za dysertację doktorską, której obrona odbyła się po czwartym roku studiów w 1925.
5 sierpnia 1922 w Dąbrówce Polskiej wyszła za mąż za Tadeusza Skwarczyńskiego, kapitana artylerii Wojska Polskiego (kilka tygodni później, 25 września 1922, zmarł jej ojciec). Mieszkała i pracowała w miejscowościach, gdzie pełnił służbę wojskową jej mąż: w Stanisławowie (1922–1924 i 1925–1929, tam uczyła języka polskiego w Gimnazjum ss. Urszulanek i języka francuskiego w Gimnazjum im. Elizy Orzeszkowej; w tym czasie była też recenzentem teatralnym w „Kurierze Stanisławowskim”), Warszawie (1924–1925, wówczas studiowała nauki o literaturze na Uniwersytecie Warszawskim), niespełna rok ponownie w Stanisławowie, od 1929 do 1930 w Będzinie (wówczas publikowała), od 1931 do 1932 Brześciu nad Bugiem (pracowała w żeńskim Gimnazjum Macierzy Szkolnej), Łodzi (od 1932, pracowała w Gimnazjum im. Elizy Orzeszkowej). W Łodzi założyła Łódzkie Towarzystwo Polonistów, przekształcone następnie w Oddział Stowarzyszenia Polonistów RP, którego od 1937 była wiceprezeską i prezeską. W 1937 współdziałała przy tworzeniu rocznika „Prace Polonistyczne”.
23 czerwca 1937 habilitowała się na Uniwersytecie Jana Kazimierza we Lwowie za pracę „Estetyka makaronizmu”. Była to pierwsza habilitacja z teorii literatury. Mianowana na stanowisko docenta teorii literatury na Wydziale Humanistycznym Uniwersytetu Jana Kazimierza we Lwowie. Od tego czasu mieszkając w Łodzi i wykładając tam na Wolnej Wszechnicy, jednocześnie dojeżdżała do Lwowa, gdzie rozpoczęła wykładać teorię literatury. W 1939 została profesorem nadzwyczajnym w Oddziale Łódzkim Wolnej Wszechnicy Polskiej. W roku akademickim 1938/1939 przydzielono jej Katedrę Historii i Teorii Literatury, której pełnienie przerwał wybuch II wojny światowej.
We wrześniu 1939 przebywała w Dąbrówce Polskiej, skąd - uciekając przed frontem - wyjechała do Lwowa. Po zajęciu miasta przez Związek Radziecki została zatrudniona na tamtejszym uniwersytecie, przemianowanym na ukraiński Uniwersytet im. Iwana Franki, w niższym od uzyskanego przed wojną stopniu docenta filologii polskiej. Była współpracowniczką prof. Juliusza Kleinera w Katedrze Literatury Polskiej. W nocy 13/14 kwietnia 1940, jako żona polskiego oficera przebywającego wówczas w oflagu, została aresztowana i wraz z trojgiem małych dzieci (dwiema córkami i chrześniakiem) i teściową wywieziona do miejscowości Michajłówka (Krasnyj Skotowod) w pobliżu Ałmaty w Kazachstanie.
Sylwetkę Skwarczyńskiej na zesłaniu opisała Ola Watowa we wspomnieniach Wszystko, co najważniejsze. Jako jedna z nielicznych, w listopadzie 1940, po ośmiu miesiącach powróciła z zesłania do Lwowa dzięki interwencji prof. Juliusza Kleinera, Wandy Wasilewskiej i prof. Rudolfa Weigla, w którego Instytucie Badań nad Tyfusem Plamistym znalazła zatrudnienie i ochronę jako kierownik hodowli wszy zdrowych (karmiciel wszy). Wówczas pracowała ponownie jako docent na Uniwersytecie im. Iwana Franki we Lwowie. Później uratowała prof. Kleinera z rodziną przed Niemcami umieszczając go kolejno u rodzin Fudakowskich, Teleżyńskich i Żółtowskich (Krasnobród, Wilkołaz, Milejów).
Była członkinią konspiracji ZWZ-AK działając pod pseudonimami „Maria” i „Jarema”. Kierowała komórką „Pomoc Żołnierzowi”, prowadziła szkolenie kobiet i działalność wydawniczą, współredagowała konspiracyjne pisma „Służba Państwu” (1941, współpracując z organizacją Wierni Polsce) i „Kobieta w walce” (1943–1944). Funkcjonowała także w tajnym nauczaniu, prowadząc m.in. seminarium „Historycznym szlakiem teorii literatury” dla przyszłych kandydatów do doktoratów. Jej publikacje z okresu okupacji wydało Biuro Informacji i Propagandy ZWZ-AK. W 1944 wraz z Mirosławem Żuławskim wydała ulotkę Pieśń o męczennikach. Lament na mordy ukraińskie dotyczącą ludobójstwa ukraińskiego na Wołyniu. Ponadto funkcjonowała w konspiracyjnym teatrze pod nazwą „Sodaliskowo”. Po ponownym zajęciu Lwowa przez Armię Czerwoną (lipiec 1944) pracowała na uniwersytecie oraz była kelnerką w kawiarni polskiej. Od 1944 do 1945 była zatrudniona na Uniwersytecie im. Iwana Franki we Lwowie w Katedrze Filologii Francuskiej.
W maju 1945 została wysiedlona ze Lwowa. Wyjechała do Łodzi i w tym roku została profesorem powstałego Uniwersytetu Łódzkiego (przyjął ją prof. Teodor Vieweger, który zginął w wypadku samochodowym kilka dni później), gdzie kierowała Katedrą Teorii Literatury, która została zlikwidowana w 1951. Wskutek interwencji prof. Jana Szczepańskiego, Stefania Skwarczyńska pozostała na uczelni, wykładała literaturę powszechną aż do ponownego powołania Katedry Teorii Literatury w 1958. Wykładała także w Łodzi na Kursie Przysposobienia Filmowego (1945–1946), Państwowej Wyższej Szkole Pedagogicznej (od 1946), Państwowej Wyższej Szkole Teatralnej (od 1947, w tym w roku akademickim 1947/1948 była dziekanem Wydziału Dramatycznego) i Państwowej Wyższej Szkole Filmowej (od 1947), zaś w latach 1958–1962 w połączonej Państwowej Wyższej Szkole Teatralnej i Filmowej im. Leona Schillera. W 1958 została profesorem zwyczajnym. W 1981 otrzymała tytuł doctora honoris causa Uniwersytetu Łódzkiego.
W ramach inwigilacji środowisk byłych lwowskich profesorów, po 1945 zatrudnionych na uczelniach PRL, w latach 1959–1960 Stefania Skwarczyńska wraz z Łucją Woszczyk była rozpracowywana przez UB za „utrzymywanie kontaktów z emigracyjnym PSL” oraz „z biskupem Klepaczem”.
Pełniła funkcję prezeski Łódzkiego Oddziału Towarzystwa Literackiego im. Adama Mickiewicza (1945–1949), przewodniczącej Wydziału I Łódzkiego Towarzystwa Naukowego (1957–1960). Od 1951 była członkiem korespondentem PAU, od 1951 członkiem Komitetu Badań o Literaturze PAN, od 1971 członkiem korespondentem PAN, od 1976 członkiem rzeczywistym PAN, członkiem Zarządu Głównego Ligi Kobiet, członkiem Zarządu Association Internationale de Littérature Comparée (1964–1967), członkiem Komitetu Obrońców Pokoju (1952–1969), członkiem Międzynarodowego Komitetu Matek. Współpracowała z organami prasowymi Stowarzyszenia „Pax”, „Tygodnikiem Powszechnym”, miesięcznikiem „Znak”.
Z okazji zjazdu koleżeńskiego na jubileusz 70–lecia pierwszej matury w sanockim gimnazjum, który odbył się w dniach 21–22 czerwca 1958, przygotowała do okolicznościowej publikacji artykuł pt. „Panny i Jaskółka”, opisujący jej lata nauki w tymże Gimnazjum w latach 1918–1925, w tym działalność (także podczas I wojny światowej) organizowanego i współkierowanego przez siebie stowarzyszenia Jaskółka, funkcjonującego w kierunku pracy patriotyczno-charytatywno-społecznej oraz szerzenia oświaty i umacniania świadomości narodowej, zrzeszającego panny tj. uczennice hospitantki Gimnazjum Męskiego. Na tym zjeździe dokonała odsłonięcia tablicy pamiątkowej poświęconej poległym i pomordowanym absolwentom gimnazjum.
Córkami Stefanii i Tadeusza Skwarczyńskich były: Maria, po mężu Olszewska (1928–2011, biolog, emerytowana profesor Uniwersytetu Łódzkiego, członek rzeczywisty PAN) i Joanna (1935-1948, utonęła w lipcu 1948 na Jeziorze Gardno wraz z grupą kilkunastu innych harcerek w wyniku przewrócenia się łodzi). Stefania Skwarczyńska zamieszkiwała przy ulicy Julianowskiej 22 w Łodzi.
Zmarła 28 kwietnia 1988 w Łodzi i została pochowana na Starym Cmentarzu w Łodzi 3 maja 1988, w części rzymskokatolickiej. W tym samym miejscu został pochowany jej mąż Tadeusz (1894–1978), a na tym cmentarzu spoczęła także ich córka Joanna (we wspólnej kwaterze harcerek). Powinowatymi jej teściowej, matki Tadeusza Skwarczyńskiego byli Józef Haller i Stanisław Haller.
W 1988 powstał dokumentalny film biograficzny o Stefanii Skwarczyńskiej Stefania Skwarczyńska – szkic do portretu uczonej autorstwa Zygmunta Skoniecznego.

## Dorobek naukowy
Rozległy dorobek twórczy Skwarczyńskiej ogarniał kilka dyscyplin. Jako teoretyk literatury najpierw wypracowała pionierską koncepcję „literatury stosowanej” (użytkowej, wyróżnionej obok autonomicznej „literatury pięknej”; 1932), postulując i rozwijając badania nad rozmaitymi gatunkami tekstów użytkowych (rozprawy Estetyka makaronizmu i Próba teorii rozmowy). Rewelacją stała się wysnuta z tych założeń obszerna i nowatorska monografia Teoria listu (1937). Sformułowała potem nowatorską, rewolucyjnie śmiałą, a nadal mało docenianą, koncepcję dzieła literackiego, którym jest „każdy sensowny twór słowny” (1954), otwierając się na rozpoznanie wszelkiej aktywności słownej jako przejawu egzystencji ludzkiej (co przypomina egzystencjalną refleksję o literaturze jako „świadectwie bycia” Martina Heideggera, lecz powstało niezależnie). Następnie (1965) dała precyzyjny opis gatunku literackiego (wyróżniając „nazwy, pojęcia i przedmioty genologiczne”) oraz całą teorię gatunków. Swą rozległą wiedzę o metodologii badań literackich, wysnutą z analizy tekstów źródłowych, przedstawiła w klasycznej już syntezie Kierunki w badaniach literackich (1984), obfitującej we wnikliwe mikrointerpretacje poszczególnych koncepcji teoretycznych.
Jako historyk literatury skupiała się najchętniej wokół romantyzmu (tu słynna rozprawa o strukturze gatunkowej Genezis z Ducha Juliusza Słowackiego oraz odkrywcza interpretacja Nie-Boskiej komedii Zygmunta Krasińskiego jako utworu awangardowego) i Młodej Polski (Wyspiański), ale też wokół epoki baroku (głośny esej o Myślach Pascala), a nawet renesansu (rozprawa o „toku eseistycznym” w Trenach Jana Kochanowskiego). Stałym przedmiotem fascynacji Skwarczyńskiej był Adam Mickiewicz, któremu, prócz wielu rozpraw, poświęciła osobną monografię Mickiewiczowskie „powinowactwa z wyboru” (1957). Mistrzowskie są jej interpretacje (ideowe, genologiczne) liryków Mickiewicza, zwłaszcza Hymnu na dzień Zwiastowania NMPanny.
W dziedzinie teatrologii głosiła „teatralną teorię dramatu”, uznając go, wbrew tradycji sięgającej Arystotelesa, za osobny rodzaj z pogranicza literatury i sztuki teatru. Nowatorskim osiągnięciem Skwarczyńskiej były rekonstrukcje i interpretacje spektakli Leona Schillera. W eseju Stefan Jaracz i biała tragedia zawarła, z kolei, obok rekonstrukcji warsztatu wielkiego aktora nowatorskie obserwacje o dramatach Cypriana Norwida.
Jej pierwsza książka to praca studencka (potraktowana jako doktorska), wykonana pod opieką Juliusza Kleinera: Ewolucja obrazów u Słowackiego (Lwów 1925). Praca habilitacyjna została zatytułowana „Estetyka makaronizmu”. Ważniejsze książki późniejsze: Szkice z zakresu teorii literatury (1932), Teoria listu (1937; nowatorska monografia gatunku z zakresu literatury stosowanej, pierwsza w Polsce habilitacja z teorii literatury - wydana jako książka habilitacyjna), Studia i szkice literackie (1953), Wstęp do nauki o literaturze (1954-1965; synteza nieukończona, lecz podstawowa jako wykład poglądów uczonej i klasyczna już; w tomie III wykład teorii genologicznej), Mickiewiczowskie „powinowactwa z wyboru” (1957), Leona Schillera trzy inscenizacje „Nie-Boskiej komedii” (1959), W kręgu wielkich romantyków polskich (1966), Wokół teatru i literatury (1970), Pomiędzy historią a teorią literatury (1975), Kierunki w badaniach literackich (1984), W orbicie literatury – teatru – kultury naukowej (1985). Jej ostatnia książka została wyróżniona Nagrodą Narodowej Rady Kultury w 1986.
Opracowała też cenną antologię źródłową Teoria badań literackich za granicą (1965–1986, 6 woluminów), zawierającą teksty niezbędne dla rekonstrukcji i poznania refleksji o literaturze (m.in. Goethego, Freuda, Junga, Heideggera, Jakobsona). Była pomysłodawcą i redaktorem naczelnym międzynarodowego i wielojęzycznego pisma naukowego „Zagadnienia Rodzajów Literackich”, wydawanego w Łodzi i redagowane w mieszkaniu przy ul. G. Narutowicza (od 1958; półrocznik)
Była promotorką prac naukowych, m.in. magisterskiej Jana Trzynadlowskiego.

## Twórczość
Tomy autorskie
- Ewolucja obrazów u Słowackiego. Lwów 1925
- Szkice z zakresu teorii literatury. Lwów 1932
- Teoria listu. Lwów 1937 (pierwsze wznowienie: Białystok 2005)
- Z teorii literatury cztery rozprawy. Łódź 1947
- Systematyka głównych kierunków w badaniach literackich. Łódź 1948, tom I
- Studia i szkice literackie. Warszawa 1953
- Wstęp do nauki o literaturze. Warszawa 1954-1965, tomy I–III
- Mickiewiczowskie „powinowactwa z wyboru”. Warszawa 1957
- Leona Schillera trzy inscenizacje „Nie-Boskiej komedii” Zygmunta Krasińskiego. Warszawa 1959
- W kręgu wielkich romantyków polskich. Warszawa 1966
- Wokół teatru i literatury. Warszawa 1970
- Pomiędzy historią a teorią literatury. Warszawa 1975
- Kierunki w badaniach literackich. Warszawa 1984
- W orbicie literatury – teatru – kultury naukowej. Warszawa 1985

Antologie poezji
- Wielkanocna pisanka. Lwów 1942
- Wierne płomienie. Lwów 1943
- Śpiew wojny. Lwów 1944

Inne
- Katolickie posłannictwo dziejowe Polski. 1943 (broszura)
- Rzut oka na straty kultury polskiej w czasie okupacji niemieckiej. 1944 (raport)

Antologia tekstów źródłowych
- Teoria badań literackich za granicą. Oprac. Stefania Skwarczyńska. Kraków 1965-1986, 6 woluminów

## Odznaczenia
- Złoty Krzyż Zasługi (1954)[32][33],
- Honorowa Odznaka Miasta Łodzi (1957),
- Medal Światowej Rady Pokoju (1959),
- Krzyż Oficerski Orderu Odrodzenia Polski (1966),
- Medal Komisji Edukacji Narodowej (1969)[33].
- Medal 10-lecia Polski Ludowej
- Nagroda im. Księdza Idziego Radziszewskiego Towarzystwa Naukowego KUL za rok 1977, za całokształt dorobku naukowego w duchu humanizmu chrześcijańskiego (1978)